# Ministry of Sound

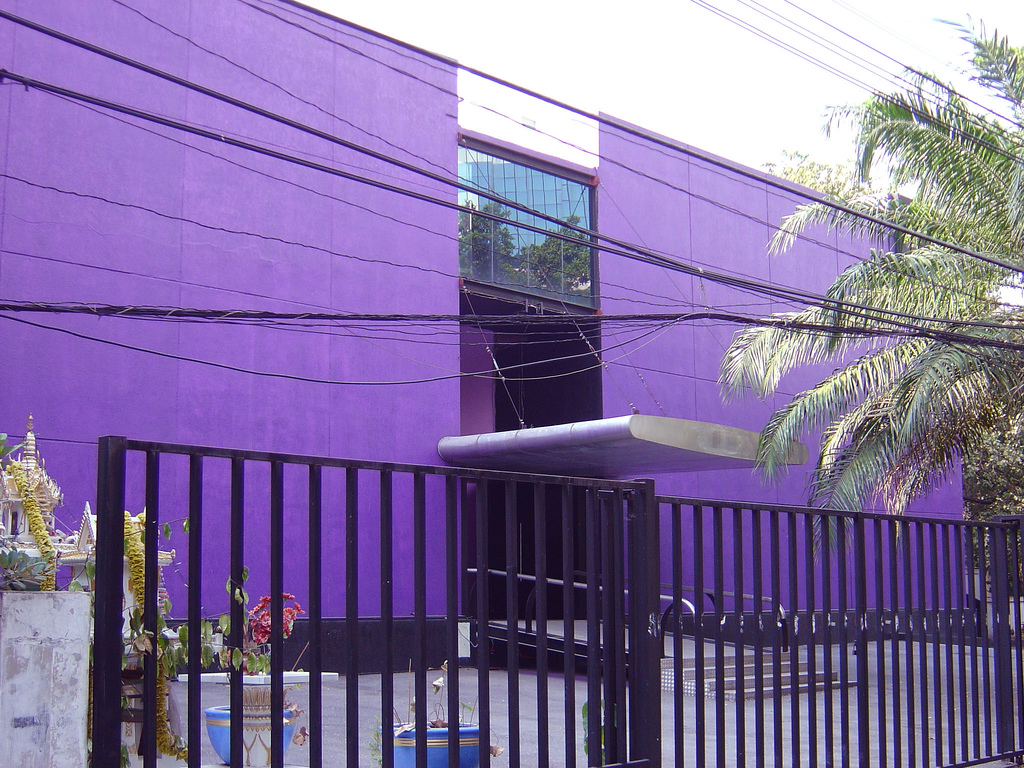
Ministry of Sound Bangkok

Ministry of Sound (MoS) is een nachtclub in de wijk Elephant and Castle in het stadsdeel Southwark in het zuiden van Londen. Ministry of Sound onderscheidt zich door zijn locatie buiten het centrum van Londen, de vroegere afwezigheid van een alcoholische bar en geavanceerde geluidssystemen.
Na enkele weken in het geheim geopend te zijn geweest, werd de nachtclub in 1992 officieel geopend. 

## Vestigingen
Ministry of Sound is wereldwijd uitgebreid. In verschillende wereldsteden zijn vestigingen van de nachtclub geopend.
- Ministry of Sound Bangkok. De nachtclub in Thailand was geopend van 2002 tot 2003. Dit was de eerste club buiten het Verenigd Koninkrijk en is nu gesloten.
- Ministry of Sound Taipei, Taiwan. Geopend op 25 maart 2004, is nu gesloten.
- Ministry of Sound Egypte in Hurghada werd op 1 januari 2005 geopend.
- Ministry of Sound Singapore. Geopend op 16 december 2005.
- Ministry of Sound New Delhi, India. Geopend op 9 februari 2007.
- Euphoria in Kuala Lumpur, een club in een resort in Maleisië dat in het voorjaar van 2008 zou worden geopend.
- Ministry of Sound Shanghai, China werd geopend in 2008
- Ministry of Sound Melbourne, Australië. Deze nachtclub werd in 2010 geopend.

## Label
Ministry of Sound is ook een muzieklabel dat compilatiealbums produceert met voornamelijk dance-, house- en trancemuziek. Een groot aantal internationale artiesten hebben een album onder het label van Ministry of Sound uitgebracht, waaronder Basshunter, DJ Sasha, Frankie Knuckles, Robert Miles en Ferry Corsten.

## Ministry of Sound TV
In november 2006 is Ministry of Sound begonnen met Ministry of Sound TV (MoSTV). Dit is een IPTV-gerichte televisiezender. De zender is gericht op dance- en lifestylegebied, en zendt onder andere muziekvideos, mini-documentaires, interviews met dj's en exclusieve beelden van optredens uit. MoSTV kan worden ontvangen via de website ministryofsound.com en andere sites.

## Ministry of Sound Radio
Ministry of Sound Radio was een radiozender van Ministry of Sound. Tot 2002 werd uitgezonden via het DAB in Londen en centraal Schotland via de Switch Digital multiplex. Sinds de sluiting in 2002 werd er uitgezonden via radiostream op internet (ministryofsound.com/radio). In maart van 2016 is ook deze service gestopt.
Het team dat bestond uit ongeveer 10 dj's, verzorgde wereldwijd radioshows en runde de online stream met on-demand opties. Vanaf maart 2007 werd het station uitgebreid met twee on-demand kanalen die non-stop chill-out en underground sessies boden.

## Elektronische apparatuur
Ministry of Sound leent zijn naam ook aan Alba, een bedrijf dat elektronische apparatuur als mp3-spelers, audiosystemen voor thuis en in de auto, dvd-spelers en gelimiteerde edities van mobiele telefoons verkoopt. Voor korte tijd is er ook een draadloze DAB-speler met het MoS-logo erop verkocht.

## Muziekcompilaties
Ieder jaar worden onder naam van Ministry of Sound een aantal compilatiealbums uitgebracht. Op de albums staan verschillende muziekgenres als dance, house en clubhouse:
- The Annual
- Big Tunes
- Canada
- Chillout Sessions
- Club Files
- Club Nation
- Clubbers Guide
- Dance Nation
- Electro House Sessions
- Hard NRG
- Hed Kandi
- House Nation
- Housexy
- Ibiza Annual
- The Mash Up Mix
- Mashed
- Maximum Bass
- The Politics of Dancing
- Rewind
- Sessions
- Classic Trance Nation
- Progression
- The Sound Of Dubstep